# 平面交差
平面交差（へいめんこうさ、英: at-grade intersection）は、道路相互間や、街路、鉄道路線などが同一平面状で交差すること。対比される概念は立体交差である。

## 概要
「平面交差」は同一種だけでなく異種の交通を含む、包括的で一般化された概念である。
平面交差は、道路同士のものは交差点、鉄道同士のものはダイヤモンドクロッシング、鉄道と道路のものは踏切、道路と水路のものは洗い越しという。
交通というものを包括的・俯瞰的にとらえるときは、「交差点」や「ダイヤモンドクロッシング」などと種類ごとに分断されてしまった用語ではなく、「平面交差」という包括的・俯瞰的な用語を使う。
平面交差のメリットは立体交差と比較すると、一般論として言えば、作ることが簡単で短期に作れ、建設費用（コスト）が圧倒的に少なくて済むことである。
デメリットとしては、次のようなことがある。
道路同士の平面交差（交差点）の場合
- 交通事故が非常に起きやすい場所となる（※）。交差点の中でも付近でも起きるようになる。

（※）令和2年（2020年）の交通安全白書によると、令和元年中の交通死亡事故発生件数を道路状況別に集計したものは、次のようになっている。「交差点内」　1,076件（交通事故全体の34.3％）、「交差点付近」　374件（交通事故全体の11.9％）。つまり総計すると、交通事故の実に46.2%が交差点の「内側」や「付近」で起きている。対して他の場所は「一般道路（交差点、カーブ、トンネル、踏切等を除いた道路形状）」　1,026件（32.7％）、「カーブ」　439件（14.0％）といったところである。
- 交通渋滞の原因となる。

鉄道同士の平面交差（ダイヤモンドクロッシング）の場合
- ダイヤを組む際に制約条件となってしまう。

鉄道と道路の平面交差（踏切）の場合
- 重大な踏切事故が起きるようになる
- 複数の路線が集まる駅の周辺の踏切ではしばしば「開かずの踏切」となり、悪いものでは数十分も通行不能な大渋滞が発生し人々の生活に重大な悪影響を与える。

## 鉄道

### 鉄道同士の平面交差
複数の鉄道路線同士が交差する際、立体交差とするとコストが掛かるため平面交差とすることがある。
路面電車や工場・港湾地区の専用鉄道のように道路上に線路が敷かれている場合は平面交差となることが多い。
高架鉄道においてもコストや運用の面から同一平面交差となっているところが存在する。
日本国内では、普通鉄道同士が直交するものは非常に事例が少なく、過去を遡ってみても、国内では数例しか利用されたことはない。路面電車等との交差、あるいは路面電車同士では、斜交のものを含めれば20 - 30例ほどある。

### 複線分岐
3路線がYの字型に平面で分岐していて、全路線が複線の場合、一方の路線の上り線ともう一方の路線の下り線が平面交差する。列車本数の多い路線の場合、ダイヤ上のネックとなるため、そのような場所は立体交差化される。ダイヤモンドクロスに比べ、こちらは改修以前の京王線調布駅の八王子・橋本方面側など、しばしば見られる。

### 鉄道と道路の平面交差
道路と鉄道が平面交差する場所には踏切が設けられる。列車本数の多い路線や交通量の多い道路の場合、踏み切り待ち渋滞（開かずの踏切を参照）が発生するため、そのような地点は立体交差化されることが多い。
なお、日本の新幹線は法律上、立体交差での建設が義務付けられている。また地下鉄は立体交差を目的として建設される路線であるが、地上区間などで踏切が設けられている路線も存在する。

## 道路
道路と道路を交差させる場合、基本的には平面交差と立体交差という解決策がありどちらかを選ぶことになる。（なおヨーロッパの都市部では直線と直線の単純な交差を避けロータリー方式の交差点もしばしば採用されてきた歴史がある。）
道路の平面交差つまり交差点の場合、「道路の結節点」としての機能も有している。ただし交差点では運転者や歩行者の希望する方向に交通は流れ自動車の右左折や歩行者の横断が生じることになり複雑な運動が発生するので、交通安全を妨げる弱点ともなっている（つまり交通事故の原因となっている）。
高速道路などの自動車専用道路では平面交差は用いず立体交差にすることが一般的である。
なお車道と歩道の平面交差については横断歩道を参照のこと。

### 高速道路の平面交差
高速道路においては、日本の場合では自動車の高速走行や安全面の問題から全ての交差部を立体交差によって建設することが法律上定められている。しかし、種々の理由からやむなく平面交差とし、交差点を設ける場合がある。
- 美女木JCTでは、交差する東京外環自動車道と首都高速5号池袋線・埼玉大宮線を行き来する接続道路を建設する用地がなかったために、2階を通過する外環道本線と4階を通過する首都高本線の間の3階フロアに接続道路の交差点を設け、両本線間を行き来する自動車に対して信号機による交通整理を行っている。

韓国においては、建設費を抑える目的から1973年に開通した湖南高速道路（全州IC-順天IC）と南海高速道路の一部の出入り口でT字や＋字形の平面交差路が設置された。さらに1975年に開通した嶺東高速道路（セマルIC-江陵出入口）、東海高速道路、1977年に開通した邱馬高速道路、1984年に開通した88オリンピック高速道路では一部あるいはほとんどの出入口で平面交差が採用された（すべて2車線道路での開通）。しかし、各高速道路が4車線に拡張される過程で殆どの平面交差路は立体交差化あるいは閉鎖され（88オリンピック高速道路の場合は車線拡張ではなく、料金徴収方法の変更による）、2015年11月11日を持って88オリンピック高速道路の南長水出入口が路線移設により閉鎖されたため、完全に廃止されている。

## 空港
複数の滑走路を持つ空港では、滑走路どうしの、あるいは滑走路と誘導路などとの平面交差が存在する。運行回数の多い空港では横風用滑走路を設けることも多く、この場合には平面交差となることが一般的である。平面交差する滑走路同士は同時に運用できないが、横風用滑走路の場合はその名前の通り片方への離着陸が難しい状況のときにもう片方を使うものであるから問題は小さい。

### 滑走路と道路の平面交差
イギリス領ジブラルタルのジブラルタル国際空港では、滑走路と一般道路が平面交差しており、踏切で分離されている。一般道であるため歩行者なども滑走路を横切ることができる。
ジブラルタル国際空港における飛行機の離着陸時には、道路側に設置された遮断機が降りて道路が通行禁止になる。

### 滑走路と鉄道の平面交差
- バシャ・カーン国際空港
- マナカラ空港（英語版）[2]
- ギズボーン空港（英語版）